# Gerichtsbezirk Kaplitz
Der Gerichtsbezirk Kaplitz (tschechisch: soudní okres Kaplice) war ein dem Bezirksgericht Kaplitz unterstehender Gerichtsbezirk im Kronland Böhmen. Er umfasste Gebiete in Südböhmen (Jihočeský kraj). Zentrum und Gerichtssitz des Gerichtsbezirks war die Stadt Kaplitz (Kaplice). Das Gebiet gehörte seit 1918 zur neu gegründeten Tschechoslowakei und ist seit 1991 Teil der Tschechischen Republik.

## Geschichte
Die ursprüngliche Patrimonialgerichtsbarkeit wurde im Kaisertum Österreich nach den Revolutionsjahren 1848/49 aufgehoben. An ihre Stelle traten die Bezirks-, Landes- und Oberlandesgerichte, die nach den Grundzüge des Justizministers geplant und deren Schaffung am 6. Juli 1849 von Kaiser Franz Joseph I. genehmigt wurde. Der Gerichtsbezirk Kaplitz gehörte zunächst zum Kreis Budweis und umfasste 1854 die 39 Katastralgemeinden Böhmdorf, Böhmisch Reichenau, Czerekau, Dluhe, Großporeschin, Großstrodau, Großumlowitz, Haag, Hodenic, Jarmien, Kaplic, Kirschlern, Kodetschlag, Liebesdorf, Litschau, Lodus, Meinetschlag, Oberbuggaus, Obergallitsch, Oberoemau, Oppolz, Pernlesdorf, Pflanzen, Puchers, Radinetschlag, Rappetschlag, Rosenthal, Schemersdorf, Sohor, Stiegesdorf, Suchenthal, Troyern, Uhretschlag, Unterfinetschlag, Unterhaid, Zarlesdorf, Zettwing, Ziering und Zirnetschlag. Der Gerichtsbezirk Kaplitz bildete im Zuge der Trennung der politischen von der judikativen Verwaltung ab 1868 gemeinsam mit den Gerichtsbezirken Hohenfurth (Vyšší Brod) und Gratzen (Nové Hrady) den Bezirk Kaplitz.
Im Gerichtsbezirk Kaplitz lebten 1869 21.479 Menschen 1900 waren es 19.775 Personen.
Der Gerichtsbezirk Kaplitz wies 1910 eine Bevölkerung von 20.129 Personen auf, von denen 18.032 Deutsch und 2.051 Tschechisch als Umgangssprache angaben. Im Gerichtsbezirk lebten zudem 46 Anderssprachige oder Staatsfremde. Die tschechischsprachige Bevölkerung konzentrierte sich vor allem auf die Gemeinden Dlouhá, Soběnov und Velký Pořešín.
Durch die Grenzbestimmungen des am 10. September 1919 abgeschlossenen Vertrages von Saint-Germain kam der Gerichtsbezirk Kaplitz vollständig zur neugegründeten Tschechoslowakei, wobei die Gerichtseinteilung bis 1938 im Wesentlichen bestehen blieb. Nach dem Münchner Abkommen wurde das Gebiet dem Reichsgau Oberdonau zugeschlagen.
Nach dem Zweiten Weltkrieg gehörte das Gebiet zum Okres Český Krumlov, dessen Behörden jedoch im Zuge einer Verwaltungsreform 2003 ihre Verwaltungskompetenzen verloren. Diese werden seitdem von den Gemeinden bzw. dem Jihočeský kraj, zudem das Gebiet um Kaplitz seit Beginn des 21. Jahrhunderts gehört, wahrgenommen.

## Gerichtssprengel
Der Gerichtssprengel umfasste Ende 1914 die 34 Gemeinden Böhmdorf (Mikulov), Buchers (Puchéř), Buggaus (Bukovsko), Dluhe (Dlouhá), Großporeschin (Velký Pořešín), Haag (Zahrádka), Jarmirn (Jaroměř), Kaplitz (Kaplice), Kodetschlag (Jenín), Liebesdorf (Hněvanov), Litschau (Ličov), Lodus (Lhotka), Meinetschlag (Malonty), Obergallitsch (Horní Kaliště), Oemau (Soběnov), Oppolz (Tichá), Ottenschlag (Dluhoště), Pernlesdorf (Mostky), Pflanzen (Blansko), Radischen (Hradiště), Rapotice (Malonty) (Rapotice), Reichenau an der Maltsch (Rychnov nad Malší), Rosenthal (Rožmitál), Schömersdorf (Všeměřice), Sohorz (Žďár), Suchenthal (Suchdol), Uhretschlag (Meziříčí), Umlowitz (Omlenice), Unterhaid (Dolní Dvořiště), Untersinetschlag (Dolní Příbraní), Zartlesdorf (Rybník), Zettwing (Cetvina), Ziering (Čeřín) und Zirnetschlag (Bělá).